# Randy Kraft
Pour les articles homonymes, voir Kraft.
Randy Steven Kraft, né le 19 mars 1945 à Long Beach en Californie, est un tueur en série américain qui a sévi entre 1971 et 1983 et qui fut condamné pour 16 meurtres et fortement suspecté d’en avoir commis au moins 51 autres.

## Jeunesse
Les parents de Kraft déménagèrent du Wyoming en Californie avant sa naissance. Il était le quatrième enfant et le seul fils de sa famille. En 1948, la famille Kraft déménagea à Westminster en Californie. Kraft était perçu comme intelligent et éduqué à l’école secondaire de Westminster, où il obtient son diplôme en 1963. Après ça, il fréquenta le collège masculin Claremont (CMC), (aujourd’hui le collège Claremont McKenna), à Claremont en Californie.
Au CMC, Kraft se joint au ROTC (Reserve Officer Training Corps/le corps d’entraînement des officiers de réserve). En 1964, il assista à des manifestations en faveur de la guerre du Viêt Nam, ainsi qu'à des meetings du candidat républicain à la présidence, Barry Goldwater. L’année suivante, il commença à travailler comme barman dans un bar gay local. À cette époque, ses amis notèrent son usage excessif de Valium pour se défaire de ses maux d’estomac et migraines. Kraft reçut son baccalauréat en économie en 1968. Les idées politiques de Kraft s’étaient alors tournées vers la gauche, et il commença à travailler pour la campagne de Robert Kennedy.
En 1968, Kraft entra dans l'US Air Force. Il était posté à la base d'Edwards dans le comté de Los Angeles, en Californie. Dans un test d’intelligence relié à son emploi, Kraft eut un résultat de Quotient Intellectuel de 129, ce qui le classait comme « très intelligent. »
En 1969, Kraft avoua à sa famille qu’il était homosexuel. Il fut renvoyé de l'Air Force pour « raisons médicales » la même année. Forcé à quitter l’armée, Kraft revint à sa carrière de barman.
À la fin de 1971, la police trouva le corps décomposé de Wayne Joseph Dukette, un barman gay de 30 ans, près de l’autoroute Ortega. Le coroner établit la date du décès autour du 20 septembre 1971, mais ne trouva aucun signe évident d’abus. Les vêtements et effets personnels de Dukette ne furent jamais retrouvés. On pense qu'il est la première victime de Kraft.

## Meurtres
Durant les années 1970 et au début des années 1980, il y eut une douzaine d’homicides effroyables près des autoroutes de la Californie, avec quelques victimes se retrouvant dans l’État voisin de l’Oregon. Les victimes étaient des jeunes hommes et des adolescents dont la plupart avaient été sauvagement torturés et abusés sexuellement. Quelques-uns avaient été brûlés avec un briquet, et plusieurs avaient de forts taux d’alcool et de tranquillisant dans le sang, indiquant qu’ils avaient été drogués avant d’être sadiquement abusés et tués.
Les méthodes de meurtres variaient, certains furent étranglés, d’autres tués d'une balle dans la tête et d’autres encore torturés à mort après avoir été drogués. Un bon nombre de ses victimes était dans l’armée, se rendant soit à leur base, soit en revenant. D’autres étaient des adolescents qui s’étaient enfui, des auto-stoppeurs, ou des clients des bars gays que fréquentait Kraft.

### Arrestation
En 1975, Kraft faillit se faire arrêter. Un lycéen fugueur de 19 ans, Keith Daven Crotwell, quitta Long Beach le 29 mars 1975, faisant de l’auto-stop pour aller vers le sud. Environ un mois plus tard, la tête de Crotwell fut retrouvée près de la marina de Long Beach. La police fit fouiller Long Beach pour retrouver la voiture qui avait conduit Crotwell jusqu'ici, et fut rapidement retrouvée. L'immatriculation appartenait à Randy Steven Kraft. La police questionna Kraft le 19 mai 1975. Kraft admit avoir conduit Crotwell, disant qu’ils étaient simplement « allés se promener », mais déclara qu’il avait laissé Crotwell vivant dans un café ouvert la nuit. Les détectives voulurent accuser Kraft de meurtre, mais les procureurs du comté de Los Angeles refusèrent, citant l’absence de corps.
Kraft fut arrêté par la patrouille de l’autoroute californienne le 14 mai 1983, alors qu’il conduisait sur l'autoroute de San Diego à Mission Viejo. Kraft sortit du véhicule lui-même, laissant tomber le contenu d’une bouteille de bière sur le pavé. L’officier Michael Sterling rejoignit Kraft à l’avant de sa voiture de patrouille et vit que le jeans de Kraft était déboutonné. L’officier Sterling soumit Kraft à un éthylotest, qui s'avèra positif. Kraft fut alors arrêté par Sterling pour conduite en état d’ébriété. Le sergent Michael Howard s'approcha de la voiture et vit un homme du côté passager, partiellement couvert par un manteau avec des bouteilles de bière vides à ses pieds. Il s’agissait en fait du corps étranglé de Terry Gambrel, un marin de 25 ans, la dernière victime de Kraft. D’autres preuves l’incriminant furent retrouvées dans la voiture, incluant de l’alcool, des tranquillisants, et du sang n’appartenant pas à Gambrel. L’officier Sterling et le sergent Howard amenèrent Kraft au département du shérif d’Orange County pour poursuivre l’enquête. On retrouva beaucoup plus de preuves dans la maison que partageait Kraft avec son partenaire. Il y avait des vêtements et d’autres effets personnels appartenant à de jeunes hommes retrouvés morts près des autoroutes au cours de la décennie, et plusieurs photographies de victimes inconscientes ou mortes.
Kraft gardait aussi une liste codée de 61 références à ses victimes, incluant quatre double meurtres, menant à un total de 65 victimes. Au moins une victime, Terry Gambrel, n’était pas listée, en raison de l’arrestation de Kraft. Les enquêteurs maintiennent qu'Eric Church n’était pas listé non plus pour des raisons inconnues. Puisque la liste est codée, il est possible qu'Eric Church soit listé mais que les policiers aient été incapables de le reconnaître, ce qui donnerait un total de 66 victimes. Cependant, il se peut très bien que Kraft ait été responsable de 67 meurtres, sinon plus.
Kraft fut accusé de 16 homicides. Il plaida non coupable à son procès en 1988, mais fut condamné sur tous les comptes et à la peine capitale le 29 novembre 1989. La peine capitale fut levée par la Cour suprême de Californie le 11 août 2000. Kraft est actuellement au quartier général des condamnés à mort à la Prison d'État de San Quentin.
Des 67 victimes suspectées de Kraft, 22 corps demeurent introuvables et non identifiés.

### Complice manquant
Certains détails entourant certains meurtres de Kraft ont mené les policiers à suspecter qu’il n’agissait pas toujours seul.
Dans deux cas, les preuves pointent vers un complice – une autre paire de traces de pieds et du sperme qui ne concordait pas avec l’ADN de Kraft. Durant le procès, des membres du bureau du procureur admirent officieusement qu’ils n’avaient pas pu accuser Kraft de plusieurs meurtres, dont ils étaient certains que Kraft était l'auteur, pour ces raisons. Les faits suivants ont également été pris en considération :
- Il aurait été difficile pour Kraft de transporter des corps de plus 200 livres et s'en débarrasser sans se faire remarquer.
- Les photos que Kraft avaient prises des cadavres avaient dû être développées quelque part. Pourtant aucun photographe ne les signala à la police. Or, Kraft n’avait ni chambre noire, ni équipements prévu à cet effet.

#### Jeff Graves
Durant le procès, le procureur pensait que ces incohérences pouvaient être expliquées parce que Kraft n’avait pas agi seul. Son colocataire, Jeff Graves, l’aidait occasionnellement, selon les membres de l’équipe du procureur. Graves mourut du SIDA avant que la police ne puisse l’interroger, alors la question du complice ne fut jamais présentée à la cour.

#### Bob Jackson
Dennis McDougal écrivit un livre intitulé Angel of Darkness (Ange des ténèbres), à propos du cas Kraft. McDougal publia aussi un article à propos du cas dans le magazine « Beach » en janvier 2000. McDougal y relate ses entrevues avec Bob Jackson, qui a supposément confessé avoir assassiné deux auto-stoppeurs avec Kraft, un dans le Wyoming en 1975 et un autre dans le Colorado en 1976 (les autorités du Colorado et du Wyoming sont incapables de confirmer ses aveux). Jackson a également dit à McDougal que la liste de Kraft incluait seulement ses meurtres les « plus mémorables », disant que le total des corps s’élevait à environ cent. McDougal rapporta ses allégations à la police et leur remit des enregistrements des entrevues. Les détectives questionnèrent Jackson et, finalement, le persuadèrent d’entrer en hôpital psychiatrique, mais aucune accusation de meurtre ne fut portée contre lui.
Kraft poursuivit McDougal et l’éditeur de Angel of Darkness  (ISBN 0-446-51538-8) car le livre utilise son surnom et le dépeint « injustement » comme un « homme malade, tordu », ce qui nuit à ses « chances d’emplois futurs ». Kraft réclama 62 millions de dollars. La poursuite ne fut pas retenue et considérée comme nulle en juin 1994.
Après avoir publié Angel of Darkness, McDougal fut contacté par un ancien marin de Mission Viejo. McDougal dit que le marin lui avait confié être parti en virée à bord de la voiture de Kraft au Camp Pendleton à Tustin en Californie en 1972 et faillit devenir une de ses victimes. L’ex-marin dit que Kraft lui avait offert une bière, réalisant presque trop tard qu'elle avait été mélangée avec quelque chose de bien plus puissant. Il réussit à sortir de la voiture, stupéfait, et fit des cauchemars pendant des années à propos de ce qui aurait pu se passer s’il n’avait pas été si insistant.
McDougal fut aussi contacté par Jan Oliver, la copine de Kraft au collège. Il dit de la conversation :
Comme l’ex-marin, Jan Oliver était un des premiers cobayes de Kraft. Elle se souvient qu’il lui offrait des bières durant des virées en voitures qu'ils faisaient sur les routes secondaires du sud de la Californie. Parfois, elle pouvait boire deux ou trois bières sans que cela ne l’affecte trop, mais il y avait d’autres fois où elle savait qu’elle avait consommé plus que de la bière puisqu’elle n’en prenait que trois ou quatre gorgées et s'endormait. Quelques années plus tard, après l’arrestation de Kraft, elle se souvint de ces fois où elle s’était endormie dans sa voiture et ou elle s'était réveillée quelques heures plus tard avec un fort mal de tête. Elle se rappela également des quelques fois ou Kraft se présentait à sa porte après minuit, des années après leur séparation, et après que Kraft eut avoué son homosexualité. Ils étaient restés amis, alors elle lui ouvrait la porte, même à des heures incongrues.
« Je me souviens d'une fois ou il est arrivé, le visage rouge, en hyperventilation », dit-elle. « Il était tard – peut-être deux ou trois heures du matin – et il était très agité, il ne s'arrêtait pas de marcher. Je n’ai jamais su ce qui le tracassait, même si je le considérais plus "excité" que "tracassé". Il avait l’air très excité ».
Cela s’est passé au début des années 1970, et Jan Oliver est maintenant convaincue qu’elle fut le témoin, cette nuit-là, de la transformation de Kraft en tueur en série essayant de calmer ses idées de prédateur avant de réintégrer son rôle journalier en tant qu’être humain « normal ».

## Autres “tueurs d’autoroute”
Occasionnellement, Kraft, souvent appelé l’étrangleur du sud de la Californie, est confondu avec William Bonin. Les deux ont été nommés « Tueur de l’autoroute », et tous les deux ont assassiné des jeunes hommes en laissant leurs cadavres au bord de la route. Bonin arrêtait son véhicule pour jeter les corps de ses victimes, alors que Kraft lançait ses victimes en dehors d’un véhicule en mouvement rapide, souvent avec des effets horribles. La similarité des crimes a souvent confondu les investigateurs, qui étaient initialement surpris que les meurtres continuent après l’arrestation de Bonin.
Patrick Kearney fut aussi surnommé le « Tueur de l’autoroute », et lui aussi choisissait de jeunes hommes comme victimes le long des autoroutes du sud de la Californie durant les années 1970.